# 荣禄宅
菊儿胡同旧宅院，是一座清代宅院，位于北京市东城区交道口街道菊儿胡同3、5号、寿比胡同6号，东邻交道口南大街，南侧占据菊儿胡同东段，北门在寿比胡同。建于清代。已列为东城区文物保护单位。

## 历史
此处为荣禄父亲的故宅，荣禄出生在此。荣禄搬迁至到东厂胡同后，此处祖宅分割出售，已面目全非。

## 建筑
宅院坐北朝南，大门开在南侧的菊儿胡同，北部后两进院落在寿比胡同6号另外开门。西院已改建为西式楼房，中部花园已建宿舍楼。菊儿胡同3号的东院现存四进。

## 保护
1986年1月21日，菊儿胡同旧宅院公布为第二批东城区文物保护单位。